# Juan Arce (futbolista)
Juan Arce (Lima, Departamento de Lima, Perú, 9 de enero de 1990) es un futbolista peruano que juega como lateral derecho y actualmente está sin equipo. Tiene 35 años. 

## Trayectoria
En 2007 recibió ofertas de clubes europeos y sudamericanos. A finales de ese año viaja a Argentina entrenando en el Arsenal de Sarandi.
Arce se formó en las divisiones menores de Sporting Cristal donde debutó el año 2008 sin llegar a consolidarse debido a que Amilton Prado era el titular y llamado a la selección. El siguiente año es prestado al Sport Boys del Callao para disputar la Segunda División del Perú, torneo en el cual logra el ascenso a Primera División de Perú en una final jugada frente al equipo de Cobresol de Moquegua.
En el 2010 es observado mientras jugaba en el Sport Boys por Sergio Markarian.
Con la selección nacional jugó la Copa mundial Sub-17 en Corea del Sur el 2007.
Luego de su destacada participación en el mundial sub- 17 se rumoreó una posible llegada al lokomotiv.

## Clubes
| Club             | País | Año         |
| ---------------- | ---- | ----------- |
| Sporting Cristal | Perú | 2008        |
| Sport Boys       | Perú | 2009 - 2012 |
| Pacífico         | Perú | 2013        |
| Atlético Torino  | Perú | 2014        |
| UTC de Cajamarca | Perú | 2015        |
| Atlético Minero  | Perú | 2015        |
| Unión Tarapoto   | Perú | 2016        |
| Unión Tarapoto   | Perú | 2018        |
| Las Palmas       | Perú | 2019        |

## Selección nacional
| Torneo              | Sede          | Año  |
| ------------------- | ------------- | ---- |
| Copa Mundial Sub-17 | Corea del Sur | 2007 |

## Palmarés
| Título           | Club       | País | Año  |
| ---------------- | ---------- | ---- | ---- |
| Segunda División | Sport Boys | Perú | 2009 |